# Azana grandispinosa
Azana grandispinosa är en tvåvingeart som beskrevs av Xu och Wu 2002. Azana grandispinosa ingår i släktet Azana och familjen svampmyggor.
Artens utbredningsområde är Zhejiang (Kina). Inga underarter finns listade i Catalogue of Life.